# Primera División de Bolivia 2000
La Primera División de Bolivia 2000 fue la 50.ª edición de la Primera División de Bolivia de fútbol. El torneo lo organizó la Liga de Fútbol Profesional Boliviano (LFPB). Jorge Wilstermann ganó su décimo título, después de dieciocho años de su último triunfo.
El Campeón Nacional se definió mediante una Final entre el Ganador del Torneo Apertura: Wilstermann y el Ganador del Torneo Clausura: Oriente Petrolero. El Campeón de la Temporada fue Wilstermann, tras vencer por la tanda de penales a Oriente Petrolero en el Partido Definitorio disputado en la ciudad de Trinidad.

## Sistema de competición
La Temporada 2000 fue disputada entre el 5 de febrero y el 27 de diciembre. Consistió en dos torneos: Apertura y Clausura. Un club recibió 3 puntos por partido ganado, 1 punto por partido empatado y 0 puntos por partido perdido. Los clubes fueron clasificados por puntos y los criterios de desempate fueron en el siguiente orden: diferencia de goles, goles marcados y resultados directos entre equipos empatados.
El ganador del Torneo Apertura clasificó a la Copa Libertadores 2001 como Bolivia 1, el ganador del Torneo Clausura como Bolivia 2 y los segundos de ambos torneos jugaron entre sí para definir el cupo Bolivia 3.
 Torneo Apertura 
Doce clubes compitieron todos contra todos en dos vueltas (local y visitante), jugando un total de 22 partidos cada uno. Los clubes fueron clasificados por puntos y los criterios de desempate son los citados anteriormente. En caso de que dos equipos quedaran empatados en puntos en la primera posición, debieron jugar un partido de desempate en cancha neutral para definir al Ganador.
 Torneo Clausura 
El formato fue el mismo que el Torneo Apertura.
 Final 
La final se disputó en un partido de ida y uno de vuelta entre los equipos ganadores del Torneo Apertura y Clausura. Como hubo igualdad de puntos se jugó un partido extra en cancha neutral para definir al Ganador.

## Equipos participantes

### Localización
| Santa Cruz | 4 | Blooming, Guabirá, Oriente Petrolero, Real Santa Cruz | Blooming Guabirá Oriente Petrolero Real Santa CruzBolívar Mariscal Braun The StrongestAtlético PompeyaIndependiente PetroleroJorge WilstermannReal PotosíUnión Central Localización de los equipos de la Primera División 2000 |
| La Paz     | 3 | Bolívar, Mariscal Braun y The Strongest               | Blooming Guabirá Oriente Petrolero Real Santa CruzBolívar Mariscal Braun The StrongestAtlético PompeyaIndependiente PetroleroJorge WilstermannReal PotosíUnión Central Localización de los equipos de la Primera División 2000 |
| Beni       | 1 | Atlético Pompeya                                      | Blooming Guabirá Oriente Petrolero Real Santa CruzBolívar Mariscal Braun The StrongestAtlético PompeyaIndependiente PetroleroJorge WilstermannReal PotosíUnión Central Localización de los equipos de la Primera División 2000 |
| Chuquisaca | 1 | Independiente Petrolero                               | Blooming Guabirá Oriente Petrolero Real Santa CruzBolívar Mariscal Braun The StrongestAtlético PompeyaIndependiente PetroleroJorge WilstermannReal PotosíUnión Central Localización de los equipos de la Primera División 2000 |
| Cochabamba | 1 | Jorge Wilstermann                                     | Blooming Guabirá Oriente Petrolero Real Santa CruzBolívar Mariscal Braun The StrongestAtlético PompeyaIndependiente PetroleroJorge WilstermannReal PotosíUnión Central Localización de los equipos de la Primera División 2000 |
| Potosí     | 1 | Real Potosí                                           | Blooming Guabirá Oriente Petrolero Real Santa CruzBolívar Mariscal Braun The StrongestAtlético PompeyaIndependiente PetroleroJorge WilstermannReal PotosíUnión Central Localización de los equipos de la Primera División 2000 |
| Tarija     | 1 | Unión Central                                         | Blooming Guabirá Oriente Petrolero Real Santa CruzBolívar Mariscal Braun The StrongestAtlético PompeyaIndependiente PetroleroJorge WilstermannReal PotosíUnión Central Localización de los equipos de la Primera División 2000 |

### Ascensos y descensos
| Posición | Equipos ascendidos de la Copa Simón Bolívar 1999 |
| -------- | ------------------------------------------------ |
| 1º       | Atlético Pompeya                                 |
| 2º       | Mariscal Braun                                   |

| Posición | Equipos descendidos en el Torneo 1999 |
| -------- | ------------------------------------- |
| 12º      | Destroyers                            |
| 11°      | San José                              |

El número de equipos para la temporada 2000 siguió siendo 12, el mismo que la temporada anterior.
Destroyers terminó último en la Tabla del Descenso y fue relegado a la Segunda División luego de permanecer por 3 temporadas en Primera División. Fue reemplazado por el campeón de la Copa Simón Bolívar 1999, Atlético Pompeya, que debutó en la LFPB.
Además, el subcampeón de la Copa Simón Bolívar 1999, Mariscal Braun consiguió derrotar al penúltimo equipo de la Tabla del Descenso del Torneo 1999, San José; en la definición penales durante la serie de partidos de Promoción, logrando así su ascenso a la Liga de Fútbol Profesional Boliviano por primera vez en su historia.

## Torneo Apertura
| Pos | Equipo            | Pts | PJ | PG | PE | PP | GF | GC | Dif |
| --- | ----------------- | --- | -- | -- | -- | -- | -- | -- | --- |
| 1º  | Wilstermann       | 44  | 22 | 14 | 2  | 6  | 36 | 20 | 16  |
| 2º  | Guabirá           | 38  | 22 | 12 | 2  | 8  | 39 | 35 | 4   |
| 3º  | Bolívar           | 37  | 22 | 12 | 1  | 9  | 48 | 37 | 11  |
| 4º  | The Strongest     | 34  | 22 | 10 | 4  | 8  | 49 | 28 | 21  |
| 5º  | Real Potosí       | 34  | 22 | 11 | 1  | 10 | 31 | 40 | -9  |
| 6º  | Independiente     | 33  | 22 | 10 | 3  | 9  | 35 | 29 | 6   |
| 7º  | Oriente Petrolero | 33  | 22 | 8  | 9  | 5  | 34 | 29 | 5   |
| 8º  | Mariscal Braun    | 32  | 22 | 10 | 2  | 10 | 38 | 37 | 1   |
| 9º  | Blooming          | 28  | 22 | 8  | 4  | 10 | 33 | 42 | -9  |
| 10º | Atlético Pompeya  | 22  | 22 | 6  | 4  | 12 | 24 | 49 | -25 |
| 11º | Real Santa Cruz   | 20  | 22 | 5  | 5  | 12 | 31 | 43 | -12 |
| 12º | Unión Central     | 19  | 22 | 4  | 7  | 11 | 19 | 28 | -9  |

Pts = Puntos; PJ = Partidos Jugados; G = Partidos Ganados; E = Partidos Empatados; P = Partidos Perdidos; GF = Goles Anotados; GC = Goles Recibidos; Dif = Diferencia de gol
|  | Ganador del Torneo Apertura, clasificado a la Final del Campeonato y a la Copa Libertadores 2001 como Bolivia 1. |

### Fixture
| Blooming                | 1 - 0 | Atlético Pompeya  | Ramón Tahuichi Aguilera | 5 de febrero | 18:00 |
| Unión Central           | 0 - 2 | Bolívar           | IV Centenario           | 6 de febrero | 15:30 |
| Real Potosí             | 3 - 0 | Real Santa Cruz   | Mario Mercado           | 6 de febrero | 15:30 |
| Independiente Petrolero | 4 - 0 | Guabirá           | Olímpico Patria         | 6 de febrero | 15:30 |
| The Strongest           | 1 - 0 | Mariscal Braun    | Hernando Siles          | 6 de febrero | 16:00 |
| Wilstermann             | 2 - 0 | Oriente Petrolero | Félix Capriles          | 6 de febrero | 16:00 |

| Mariscal Braun   | 2 - 2 | Orient Petrolero        | Hernando Siles          | 12 de febrero | 16:00 |
| Real Santa Cruz  | 1 - 2 | The Strongest           | Juan Carlos Durán       | 12 de febrero | 18:00 |
| Guabirá          | 4 - 0 | Real Potosí             | Gilberto Parada         | 13 de febrero | 16:00 |
| Bolívar          | 1 - 4 | Independiente Petrolero | Hernando Siles          | 13 de febrero | 16:00 |
| Atlético Pompeya | 3 - 2 | Unión Central           | Yoyo Zambrano           | 13 de febrero | 16:00 |
| Blooming         | 2 - 0 | Wilstermann             | Ramón Tahuichi Aguilera | 13 de febrero | 18:00 |

| Unión Central           | 1 - 1 | Oriente Petrolero | IV Centenario           | 16 de febrero | 15:30 |
| Real Potosí             | 3 - 1 | Wilstermann       | Mario Mercado           | 16 de febrero | 15:30 |
| Atlético Pompeya        | 0 - 0 | Real Santa Cruz   | Yoyo Zambrano           | 16 de febrero | 16:00 |
| Blooming                | 5 - 2 | Mariscal Braun    | Ramón Tahuichi Aguilera | 16 de febrero | 18:00 |
| Independiente Petrolero | 2 - 2 | The Strongest     | Olímpico Patria         | 24 de febrero | 15:30 |
| Bolívar                 | 2 - 1 | Guabirá           | Hernando Siles          | 24 de febrero | 16:00 |

| The Strongest           | 4 - 0 | Guabirá          | Hernando Siles          | 19 de febrero | 16:00 |
| Independiente Petrolero | 3 - 1 | Atlético Pompeya | Olímpico Patria         | 20 de febrero | 15:30 |
| Unión Central           | 0 - 1 | Blooming         | IV Centenario           | 20 de febrero | 15:30 |
| Real Potosí             | 3 - 2 | Bolívar          | Mario Mercado           | 20 de febrero | 15:30 |
| Wilstermann             | 3 - 0 | Mariscal Braun   | Félix Capriles          | 20 de febrero | 16:00 |
| Oriente Petrolero       | 3 - 0 | Real Santa Cruz  | Ramón Tahuichi Aguilera | 20 de febrero | 18:00 |

| Real Santa Cruz  | 5 - 1 | Mariscal Braun          | Juan Carlos Durán       | 26 de febrero | 18:00 |
| Unión Central    | 1 - 1 | Wilstermann             | IV Centenario           | 27 de febrero | 15:30 |
| Guabirá          | 2 - 2 | Oriente Petrolero       | Gilberto Parada         | 27 de febrero | 16:00 |
| Bolívar          | 1 - 1 | The Strongest           | Hernando Siles          | 27 de febrero | 16:00 |
| Atlético Pompeya | 4 - 1 | Real Potosí             | Yoyo Zambrano           | 27 de febrero | 16:00 |
| Blooming         | 2 - 0 | Independiente Petrolero | Ramón Tahuichi Aguilera | 27 de febrero | 18:00 |

| Mariscal Braun          | 4 - 1 | Guabirá          | Hernando Siles          | 11 de marzo | 16:00 |
| Real Potosí             | 5 - 0 | Blooming         | Mario Mercado           | 12 de marzo | 15:30 |
| Independiente Petrolero | 4 - 3 | Unión Central    | Olímpico Patria         | 12 de marzo | 15:30 |
| The Strongest           | 8 - 0 | Atlético Pompeya | Hernando Siles          | 12 de marzo | 16:00 |
| Wilstermann             | 3 - 0 | Real Santa Cruz  | Félix Capriles          | 12 de marzo | 16:00 |
| Oriente Petrolero       | 4 - 1 | Bolívar          | Ramón Tahuichi Aguilera | 12 de marzo | 18:00 |

| Bolívar                 | 3 - 0 | Mariscal Braun    | Hernando Siles          | 18 de marzo | 16:00 |
| Unión Central           | 1 - 0 | Real Potosí       | IV Centenario           | 19 de marzo | 15:30 |
| Atlético Pompeya        | 2 - 2 | Oriente Petrolero | Yoyo Zambrano           | 19 de marzo | 15:30 |
| Guabirá                 | 4 - 3 | Real Santa Cruz   | Gilberto Parada         | 19 de marzo | 16:00 |
| Independiente Petrolero | 0 - 1 | Wilstermann       | Olímpico Patria         | 23 de marzo | 15:30 |
| Blooming                | 1 - 3 | The Strongest     | Ramón Tahuichi Aguilera | 28 de mayo  | 18:00 |

| Mariscal Braun    | 5 - 1 | Atlético Pompeya        | Hernando Siles          | 1 de abril | 16:00 |
| Real Santa Cruz   | 3 - 4 | Bolívar                 | Juan Carlos Durán       | 1 de abril | 18:00 |
| Real Potosí       | 1 - 0 | Independiente Petrolero | Mario Mercado           | 2 de abril | 15:30 |
| Wilstermann       | 3 - 4 | Guabirá                 | Félix Capriles          | 2 de abril | 16:00 |
| The Strongest     | 3 - 1 | Unión Central           | Hernando Siles          | 2 de abril | 16:00 |
| Oriente Petrolero | 0 - 0 | Blooming                | Ramón Tahuichi Aguilera | 2 de abril | 18:00 |

| Mariscal Braun    | 2 - 1 | Unión Central           | Hernando Siles          | 8 de abril | 16:00 |
| Oriente Petrolero | 1 - 1 | Independiente Petrolero | Ramón Tahuichi Aguilera | 8 de abril | 18:00 |
| Guabirá           | 3 - 0 | Atlético Pompeya        | Gilberto Parada         | 9 de abril | 18:00 |
| Real Santa Cruz   | 0 - 3 | Blooming                | Juan Carlos Durán       | 9 de abril | 18:00 |
| Wilstermann       | 2 - 1 | Bolívar                 | Félix Capriles          | 28 de mayo | 20:00 |
| The Strongest     | 4 - 0 | Real Potosí             | Hernando Siles          | 7 de junio | 20:00 |

| Real Potosí             | 3 - 2 | Oriente Petrolero | Mario Mercado           | 15 de abril | 15:30 |
| Atlético Pompeya        | 4 - 1 | Bolívar           | Yoyo Zambrano           | 15 de abril | 16:00 |
| Independiente Petrolero | 0 - 1 | Mariscal Braun    | Olímpico Patria         | 16 de abril | 15:30 |
| Unión Central           | 0 - 0 | Real Santa Cruz   | IV Centenario           | 16 de abril | 15:30 |
| The Strongest           | 0 - 1 | Wilstermann       | Hernando Siles          | 16 de abril | 16:00 |
| Blooming                | 0 - 0 | Guabirá           | Ramón Tahuichi Aguilera | 16 de abril | 18:00 |

| Mariscal Braun    | 1 - 0 | Real Potosí             | Hernando Siles          | 29 de abril | 16:00 |
| Real Santa Cruz   | 2 - 1 | Independiente Petrolero | Juan Carlos Durán       | 29 de abril | 18:00 |
| Wilstermann       | 2 - 1 | Atlético Pompeya        | Félix Capriles          | 30 de abril | 16:00 |
| Bolívar           | 4 - 1 | Blooming                | Hernando Siles          | 30 de abril | 16:00 |
| Guabirá           | 1 - 0 | Unión Central           | Gilberto Parada         | 30 de abril | 18:00 |
| Oriente Petrolero | 3 - 2 | The Strongest           | Ramón Tahuichi Aguilera | 30 de abril | 18:00 |

| Atlético Pompeya  | 2 - 2 | Blooming                | Yoyo Zambrano           | 3 de mayo  | 20:00 |
| Mariscal Braun    | 2 - 2 | The Strongest           | Hernando Siles          | 3 de mayo  | 20:00 |
| Guabirá           | 2 - 1 | Independiente Petrolero | Gilberto Parada         | 3 de mayo  | 20:00 |
| Oriente Petrolero | 2 - 0 | Wilstermann             | Ramón Tahuichi Aguilera | 3 de mayo  | 20:00 |
| Real Santa Cruz   | 3 - 0 | Real Potosí             | Juan Carlos Durán       | 4 de mayo  | 20:00 |
| Bolívar           | 3 - 2 | Unión Central           | Hernando Siles          | 8 de junio | 20:00 |

| Unión Central           | 1 - 1 | Atlético Pompeya | IV Centenario           | 7 de mayo | 15:30 |
| Independiente Petrolero | 2 - 0 | Bolívar          | Olímpico Patria         | 7 de mayo | 15:30 |
| Real Potosí             | 1 - 0 | Guabirá          | Mario Mercado           | 7 de mayo | 15:30 |
| The Strongest           | 5 - 0 | Guabirá          | Hernando Siles          | 7 de mayo | 16:00 |
| Wilstermann             | 4 - 1 | Blooming         | Félix Capriles          | 7 de mayo | 16:00 |
| Oriente Petrolero       | 1 - 0 | Mariscal Braun   | Ramón Tahuichi Aguilera | 7 de mayo | 18:00 |

| Atlético Pompeya | 2 - 1 | Independiente Petrolero | Yoyo Zambrano           | 10 de mayo  | 18:00 |
| Real Santa Cruz  | 1 - 1 | Oriente Petrolero       | Juan Carlos Durán       | 10 de mayo  | 18:00 |
| Guabirá          | 3 - 0 | The Strongest           | Gilberto Parada         | 10 de mayo  | 18:00 |
| Mariscal Braun   | 1 - 2 | Wistermann              | Hernando Siles          | 10 de mayo  | 18:00 |
| Blooming         | 2 - 1 | Unión Central           | Ramón Tahuichi Aguilera | 11 de mayo  | 20:00 |
| Bolívar          | 1 - 2 | Real Potosí             | Hernando Siles          | 14 de junio | 20:00 |

| Mariscal Braun          | 3 - 1 | Real Santa Cruz  | Complejo Mariscal Braun | 13 de mayo | 14:00 |
| Real Potosí             | 3 - 0 | Atlético Pompeya | Mario Mercado           | 14 de mayo | 15:30 |
| Independiente Petrolero | 1 - 0 | Blooming         | Olímpico Patria         | 14 de mayo | 15:30 |
| The Strongest           | 1 - 3 | Bolívar          | Hernando Siles          | 14 de mayo | 16:00 |
| Wilstermann             | 1 - 0 | Unión Central    | Félix Capriles          | 14 de mayo | 16:00 |
| Oriente Petrolero       | 3 - 0 | Guabirá          | Ramón Tahuichi Aguilera | 14 de mayo | 20:00 |

| Atlético Pompeya | 1 - 0 | The Strongest           | Yoyo Zambrano           | 17 de mayo  | 18:00 |
| Guabirá          | 3 - 2 | Mariscal Braun          | Gilberto Parada         | 17 de mayo  | 18:00 |
| Blooming         | 9 - 1 | Real Potosí             | Ramón Tahuichi Aguilera | 17 de mayo  | 20:00 |
| Real Santa Cruz  | 2 - 2 | Wilstermann             | Juan Carlos Durán       | 18 de mayo  | 18:00 |
| Unión Central    | 0 - 0 | Independiente Petrolero | IV Centenario           | 18 de mayo  | 18:00 |
| Bolívar          | 3 - 0 | Oriente Petrolero       | Hernando Siles          | 21 de junio | 20:00 |

| Mariscal Braun    | 2 - 1 | Bolívar                 | Hernando Siles          | 20 de mayo | 16:00 |
| Oriente Petrolero | 3 - 1 | Atlético Pompeya        | Ramón Tahuichi Aguilera | 20 de mayo | 18:00 |
| Real Potosí       | 1 - 0 | Unión Central           | Mario Mercado           | 21 de mayo | 15:30 |
| The Strongest     | 3 - 1 | Blooming                | Hernando Siles          | 21 de mayo | 16:00 |
| Wilstermann       | 4 - 0 | Independiente Petrolero | Félix Capriles          | 21 de mayo | 16:00 |
| Real Santa Cruz   | 1 - 2 | Guabirá                 | Juan Carlos Durán       | 21 de mayo | 18:00 |

| Unión Central           | 2 - 1 | The Strongest     | IV Centenario           | 24 de mayo | 20:00 |
| Atlético Pompeya        | 0 - 1 | Mariscal Braun    | Yoyo Zambrano           | 24 de mayo | 20:00 |
| Guabirá                 | 1 - 0 | Wilstermann       | Gilberto Parada         | 24 de mayo | 20:00 |
| Blooming                | 0 - 0 | Oriente Petrolero | Ramón Tahuichi Aguilera | 24 de mayo | 20:00 |
| Independiente Petrolero | 3 - 0 | Real Potosí       | Olímpico Patria         | 28 de mayo | 15:30 |
| Bolívar                 | 5 - 1 | Real Santa Cruz   | Hernando Siles          | 5 de julio | 20:00 |

| Mariscal Braun    | 4 - 0 | Blooming                | Hernando Siles          | 10 de junio | 16:00 |
| Real Santa Cruz   | 3 - 0 | Atlético Pompeya        | Juan Carlos Durán       | 10 de junio | 18:00 |
| Wilstermann       | 1 - 0 | Real Potosí             | Félix Capriles          | 11 de junio | 16:00 |
| The Strongest     | 1 - 2 | Independiente Petrolero | Hernando Siles          | 11 de junio | 16:00 |
| Guabirá           | 1 - 2 | Bolívar                 | Gilberto Parada         | 11 de junio | 18:00 |
| Oriente Petrolero | 0 - 0 | Unión Central           | Ramón Tahuichi Aguilera | 11 de junio | 18:00 |

| Independiente Petrolero | 3 - 2 | Oriente Petrolero | Olímpico Patria         | 17 de junio | 15:30 |
| Real Potosí             | 1 - 1 | The Strongest     | Mario Mercado           | 18 de junio | 15:30 |
| Unión Central           | 1 - 0 | Mariscal Braun    | IV Centenario           | 18 de junio | 15:30 |
| Bolívar                 | 0 - 1 | Wilstermann       | Hernando Siles          | 18 de junio | 16:00 |
| Atlético Pompeya        | 0 - 3 | Guabirá           | Yoyo Zambrano           | 18 de junio | 16:00 |
| Blooming                | 0 - 4 | Real Santa Cruz   | Ramón Tahuichi Aguilera | 18 de junio | 18:00 |

| Mariscal Braun    | 3 - 1 | Independiente Petrolero | Hernando Siles          | 1 de julio | 16:00 |
| Real Santa Cruz   | 0 - 0 | Unión Central           | Juan Carlos Durán       | 1 de julio | 18:00 |
| Wilstermann       | 2 - 0 | The Strongest           | Félix Capriles          | 2 de julio | 16:00 |
| Bolívar           | 4 - 0 | Atlético Pompeya        | Hernando Siles          | 2 de julio | 16:00 |
| Guabirá           | 3 - 1 | Blooming                | Gilberto Parada         | 2 de julio | 18:00 |
| Oriente Petrolero | 1 - 0 | Real Potosí             | Ramón Tahuichi Aguilera | 2 de julio | 18:00 |

| Independiente Petrolero | 2 - 0 | Real Santa Cruz   | Olímpico Patria         | 25 de junio | 15:30 |
| Unión Central           | 2 - 1 | Guabirá           | IV Centenario           | 9 de julio  | 15:30 |
| Real Potosí             | 3 - 2 | Mariscal Braun    | Mario Mercado           | 9 de julio  | 15:30 |
| Atlético Pompeya        | 1 - 0 | Wilstermann       | Yoyo Zambrano           | 9 de julio  | 16:00 |
| The Strongest           | 5 - 1 | Oriente Petrolero | Hernando Siles          | 9 de julio  | 16:00 |
| Blooming                | 1 - 5 | Bolívar           | Ramón Tahuichi Aguilera | 9 de julio  | 18:00 |

## Torneo Clausura
| Pos | Equipo            | Pts | PJ | PG | PE | PP | GF | GC | Dif |
| --- | ----------------- | --- | -- | -- | -- | -- | -- | -- | --- |
| 1º  | Oriente Petrolero | 45  | 22 | 14 | 3  | 5  | 42 | 24 | 18  |
| 2º  | The Strongest     | 43  | 22 | 14 | 1  | 7  | 45 | 30 | 15  |
| 3º  | Blooming          | 37  | 22 | 12 | 1  | 9  | 32 | 27 | 5   |
| 4º  | Unión Central     | 36  | 22 | 11 | 3  | 8  | 31 | 33 | -2  |
| 5º  | Guabirá           | 35  | 22 | 10 | 5  | 7  | 46 | 31 | 15  |
| 6º  | Wilstermann       | 33  | 22 | 10 | 3  | 9  | 38 | 36 | 2   |
| 7º  | Real Potosí       | 32  | 22 | 10 | 2  | 10 | 37 | 29 | 8   |
| 8º  | Bolívar           | 28  | 22 | 8  | 4  | 10 | 35 | 31 | 4   |
| 9º  | Mariscal Braun    | 28  | 22 | 8  | 4  | 10 | 31 | 34 | -3  |
| 10º | Real Santa Cruz   | 24  | 22 | 7  | 3  | 12 | 30 | 49 | -19 |
| 11º | Independiente     | 21  | 22 | 6  | 3  | 13 | 32 | 48 | -16 |
| 12º | Atlético Pompeya  | 17  | 22 | 5  | 2  | 15 | 19 | 46 | -27 |

Pts = Puntos; PJ = Partidos Jugados; G = Partidos Ganados; E = Partidos Empatados; P = Partidos Perdidos; GF = Goles Anotados; GC = Goles Recibidos; Dif = Diferencia de gol
|  | Ganador del Torneo Clausura, clasificado a la Final del Campeonato y a la Copa Libertadores 2001 como Bolivia 2. |

### Fixture
| Oriente Petrolero | 2 - 3 | Guabirá                 | Ramón Tahuichi Aguilera | 5 de agosto | 20:00 |
| Mariscal Braun    | 0 - 2 | Blooming                | Hernando Siles          | 6 de agosto | 14:00 |
| Unión Central     | 2 - 1 | Real Santa Cruz         | IV Centenario           | 6 de agosto | 15:30 |
| Atlético Pompeya  | 2 - 0 | Real Potosí             | Yoyo Zambrano           | 6 de agosto | 15:30 |
| The Strongest     | 5 - 4 | Independiente Petrolero | Hernando Siles          | 6 de agosto | 16:00 |
| Wilstermann       | 4 - 3 | Bolívar                 | Félix Capriles          | 6 de agosto | 16:00 |

| Real Santa Cruz         | 2 - 0 | Atlético Pompeya  | Juan Carlos Durán       | 19 de agosto | 18:00 |
| Real Potosí             | 2 - 1 | Mariscal Braun    | Mario Mercado           | 20 de agosto | 15:30 |
| Independiente Petrolero | 2 - 7 | Guabirá           | Olímpico Patria         | 20 de agosto | 15:30 |
| Bolívar                 | 1 - 1 | Unión Central     | Hernando Siles          | 20 de agosto | 16:00 |
| Wilstermann             | 2 - 2 | Oriente Petrolero | Félix Capriles          | 20 de agosto | 16:00 |
| Blooming                | 2 - 0 | The Strongest     | Ramón Tahuichi Aguilera | 20 de agosto | 18:00 |

| Atlético Pompeya  | 2 - 0 | Bolívar                 | Yoyo Zambrano           | 23 de agosto | 18:00 |
| Guabirá           | 3 - 0 | Blooming                | Gilberto Parada         | 23 de agosto | 18:00 |
| Unión Central     | 2 - 0 | Wilstermann             | IV Centenario           | 23 de agosto | 20:00 |
| Oriente Petrolero | 3 - 1 | Independiente Petrolero | Ramón Tahuichi Aguilera | 23 de agosto | 20:00 |
| The Strongest     | 1 - 0 | Real Potosí             | Hernando Siles          | 23 de agosto | 20:00 |
| Mariscal Braun    | 4 - 1 | Real Santa Cruz         | Complejo Mariscal Braun | 27 de agosto | 14:00 |

| Blooming        | 3 - 0 | Independiente Petrolero | Ramón Tahuichi Aguilera | 5 de septiembre | 18:00 |
| Real Santa Cruz | 4 - 2 | The Strongest           | Juan Carlos Durán       | 6 de septiembre | 18:00 |
| Bolívar         | 0 - 2 | Mariscal Braun          | Hernando Siles          | 6 de septiembre | 20:00 |
| Real Potosí     | 3 - 1 | Guabirá                 | Mario Mercado           | 6 de septiembre | 20:00 |
| Unión Central   | 2 - 2 | Oriente Petrolero       | IV Centenario           | 6 de septiembre | 20:00 |
| Wilstermann     | 3 - 0 | Atlético Pompeya        | Félix Capriles          | 6 de septiembre | 20:00 |

| Mariscal Braun          | 3 - 1 | Wilstermann     | Complejo Mariscal Braun | 9 de septiembre  | 14:00 |
| Independiente Petrolero | 0 - 0 | Real Potosí     | Olímpico Patria         | 10 de septiembre | 15:30 |
| The Strongest           | 2 - 0 | Bolívar         | Hernando Siles          | 10 de septiembre | 16:00 |
| Guabirá                 | 3 - 0 | Real Santa Cruz | Gilberto Parada         | 10 de septiembre | 18:00 |
| Atlético Pompeya        | 0 - 2 | Unión Central   | Yoyo Zambrano           | 10 de septiembre | 18:00 |
| Oriente Petrolero       | 3 - 1 | Blooming        | Ramón Tahuichi Aguilera | 10 de septiembre | 18:00 |

| Real Potosí      | 2 - 1 | Blooming                | Mario Mercado     | 17 de septiembre | 15:30 |
| Unión Central    | 2 - 0 | Mariscal Braun          | IV Centenario     | 17 de septiembre | 15:30 |
| Bolívar          | 2 - 0 | Guabirá                 | Hernando Siles    | 17 de septiembre | 16:00 |
| Wilstermann      | 2 - 0 | The Strongest           | Félix Capriles    | 17 de septiembre | 16:00 |
| Real Santa Cruz  | 4 - 1 | Independiente Petrolero | Juan Carlos Durán | 17 de septiembre | 18:00 |
| Atlético Pompeya | 1 - 3 | Oriente Petrolero       | Yoyo Zambrano     | 17 de septiembre | 18:00 |

| Mariscal Braun          | 2 - 0 | Atlético Pompeya | Complejo Mariscal Braun | 20 de septiembre | 18:00 |
| Guabirá                 | 2 - 0 | Wilstermann      | Gilberto Parada         | 20 de septiembre | 18:00 |
| Independiente Petrolero | 1 - 0 | Bolívar          | Olímpico Patria         | 20 de septiembre | 20:00 |
| Oriente Petrolero       | 2 - 0 | Real Potosí      | Ramón Tahuichi Aguilera | 20 de septiembre | 20:00 |
| Blooming                | 2 - 0 | Real Santa Cruz  | Ramón Tahuichi Aguilera | 21 de septiembre | 20:00 |
| The Strongest           | 3 - 0 | Unión Central    | Hernando Siles          | 21 de septiembre | 20:00 |

| Mariscal Braun   | 3 - 1 | Oriente Petrolero       | Complejo Mariscal Braun | 23 de septiembre | 16:00 |
| Atlético Pompeya | 2 - 1 | The Strongest           | Yoyo Zambrano           | 24 de septiembre | 15:30 |
| Unión Central    | 1 - 0 | Guabirá                 | IV Centenario           | 24 de septiembre | 15:30 |
| Wilstermann      | 3 - 1 | Independiente Petrolero | Félix Capriles          | 24 de septiembre | 16:00 |
| Bolívar          | 5 - 0 | Blooming                | Hernando Siles          | 24 de septiembre | 16:00 |
| Real Santa Cruz  | 2 - 1 | Real Potosí             | Juan Carlos Durán       | 24 de septiembre | 18:00 |

| Independiente Petrolero | 0 - 0 | Unión Central    | Olímpico Patria         | 15 de octubre | 15:30 |
| Real Potosí             | 3 - 0 | Bolívar          | Mario Mercado           | 15 de octubre | 15:30 |
| The Strongest           | 2 - 1 | Mariscal Braun   | Hernando Siles          | 15 de octubre | 16:00 |
| Guabirá                 | 4 - 1 | Atlético Pompeya | Gilberto Parada         | 15 de octubre | 18:00 |
| Blooming                | 1 - 0 | Wilstermann      | Ramón Tahuichi Aguilera | 15 de octubre | 18:00 |
| Oriente Petrolero       | 2 - 2 | Real Santa Cruz  | Ramón Tahuichi Aguilera | 15 de octubre | 20:00 |

| Unión Central    | 1 - 0 | Blooming                | IV Centenario     | 18 de octubre | 20:00 |
| Atlético Pompeya | 7 - 1 | Independiente Petrolero | Yoyo Zambrano     | 18 de octubre | 20:00 |
| The Strongest    | 0 - 1 | Oriente Petrolero       | Hernando Siles    | 18 de octubre | 20:00 |
| Wilstermann      | 2 - 1 | Real Potosí             | Félix Capriles    | 18 de octubre | 20:00 |
| Guabirá          | 0 - 0 | Mariscal Braun          | Gilberto Parada   | 18 de octubre | 18:00 |
| Real Santa Cruz  | 1 - 0 | Bolívar                 | Juan Carlos Durán | 19 de octubre | 18:00 |

| Real Potosí             | 4 - 1 | Unión Central     | Mario Mercado     | 22 de octubre | 15:30 |
| Atlético Pompeya        | 0 - 1 | Blooming          | Yoyo Zambrano     | 22 de octubre | 15:30 |
| Independiente Petrolero | 3 - 1 | Mariscal Braun    | Olímpico Patria   | 22 de octubre | 15:30 |
| Bolívar                 | 0 - 2 | Oriente Petrolero | Hernando Siles    | 22 de octubre | 16:00 |
| Guabirá                 | 1 - 1 | The Strongest     | Gilberto Parada   | 22 de octubre | 18:00 |
| Real Santa Cruz         | 2 - 1 | Wilstermann       | Juan Carlos Durán | 22 de octubre | 18:00 |

| Guabirá                 | 1 - 2 | Oriente Petrolero | Gilberto Parada         | 25 de octubre | 18:00 |
| Bolívar                 | 3 - 3 | Wilstermann       | Hernando Siles          | 25 de octubre | 20:00 |
| Independiente Petrolero | 2 - 1 | The Strongest     | Olímpico Patria         | 25 de octubre | 20:00 |
| Real Potosí             | 3 - 0 | Atlético Pompeya  | Mario Mercado           | 25 de octubre | 20:00 |
| Blooming                | 1 - 0 | Mariscal Braun    | Ramón Tahuichi Aguilera | 25 de octubre | 20:00 |
| Real Santa Cruz         | 0 - 3 | Unión Central     | Juan Carlos Durán       | 26 de octubre | 18:00 |

| Mariscal Braun    | 1 - 1 | Real Potosí             | Complejo Mariscal Braun | 28 de octubre | 14:00 |
| Unión Central     | 1 - 2 | Bolívar                 | IV Centenario           | 29 de octubre | 15:30 |
| Atlético Pompeya  | 0 - 0 | Real Santa Cruz         | Yoyo Zambrano           | 29 de octubre | 15:30 |
| The Strongest     | 1 - 0 | Blooming                | Hernando Siles          | 29 de octubre | 16:00 |
| Guabirá           | 1 - 0 | Independiente Petrolero | Gilberto Parada         | 29 de octubre | 18:00 |
| Oriente Petrolero | 2 - 0 | Wilstermann             | Ramón Tahuichi Aguilera | 29 de octubre | 20:00 |

| Independiente Petrolero | 1 - 2 | Oriente Petrolero | Olímpico Patria         | 1 de noviembre  | 20:00 |
| Real Potosí             | 3 - 5 | The Strongest     | Mario Mercado           | 1 de noviembre  | 20:00 |
| Wilstermann             | 4 - 2 | Unión Central     | Félix Capriles          | 1 de noviembre  | 20:00 |
| Blooming                | 2 - 2 | Guabirá           | Ramón Tahuichi Aguilera | 1 de noviembre  | 20:00 |
| Bolívar                 | 5 - 0 | Atlético Pompeya  | Hernando Siles          | 1 de noviembre  | 20:00 |
| Real Santa Cruz         | 4 - 1 | Mariscal Braun    | Juan Carlos Durán       | 12 de noviembre | 18:00 |

| Mariscal Braun          | 2 - 2 | Bolívar         | Hernando Siles          | 4 de noviembre | 16:00 |
| Atlético Pompeya        | 3 - 0 | Wilstermann     | Yoyo Zambrano           | 5 de noviembre | 15:30 |
| Independiente Petrolero | 1 - 0 | Blooming        | Olímpico Patria         | 5 de noviembre | 15:30 |
| The Strongest           | 5 - 2 | Real Santa Cruz | Hernando Siles          | 5 de noviembre | 16:00 |
| Guabirá                 | 3 - 2 | Real Potosí     | Gilberto Parada         | 5 de noviembre | 18:00 |
| Oriente Petrolero       | 3 - 1 | Unión Central   | Ramón Tahuichi Aguilera | 5 de noviembre | 18:00 |

| Real Santa Cruz | 2 - 2 | Guabirá                 | Juan Carlos Durán       | 18 de noviembre | 18:00 |
| Unión Central   | 2 - 0 | Atlético Pompeya        | IV Centenario           | 19 de noviembre | 15:30 |
| Real Potosí     | 4 - 0 | Independiente Petrolero | Mario Mercado           | 19 de noviembre | 15:30 |
| Wilstermann     | 4 - 0 | Mariscal Braun          | Félix Capriles          | 19 de noviembre | 16:00 |
| Bolívar         | 0 - 1 | The Strongest           | Hernando Siles          | 19 de noviembre | 16:00 |
| Blooming        | 3 - 2 | Oriente Petrolero       | Ramón Tahuichi Aguilera | 19 de noviembre | 18:00 |

| Guabirá                 | 1 - 1 | Bolívar          | Gilberto Parada         | 22 de noviembre | 18:00 |
| Mariscal Braun          | 1 - 0 | Unión Central    | Complejo Mariscal Braun | 22 de noviembre | 18:00 |
| Independiente Petrolero | 5 - 0 | Real Santa Cruz  | Olímpico Patria         | 22 de noviembre | 20:00 |
| Blooming                | 4 - 0 | Real Potosí      | Ramón Tahuichi Aguilera | 22 de noviembre | 20:00 |
| Oriente Petrolero       | 3 - 0 | Atlético Pompeya | Ramón Tahuichi Aguilera | 23 de noviembre | 20:00 |
| The Strongest           | 3 - 1 | Wilstermann      | Hernando Siles          | 23 de noviembre | 20:00 |

| Bolívar          | 3 - 1 | Independiente Petrolero | Hernando Siles    | 26 de noviembre | 16:00 |
| Atlético Pompeya | 0 - 0 | Mariscal Braun          | Yoyo Zambrano     | 26 de noviembre | 16:00 |
| Real Potosí      | 1 - 0 | Oriente Petrolero       | Mario Mercado     | 26 de noviembre | 16:00 |
| Unión Central    | 1 - 2 | The Strongest           | IV Centenario     | 26 de noviembre | 16:00 |
| Wilstermann      | 2 - 1 | Guabirá                 | Félix Capriles    | 26 de noviembre | 16:00 |
| Real Santa Cruz  | 2 - 3 | Blooming                | Juan Carlos Durán | 26 de noviembre | 18:00 |

| Independiente Petrolero | 1 - 1 | Wilstermann      | Olímpico Patria         | 3 de diciembre | 15:30 |
| Real Potosí             | 2 - 0 | Real Santa Cruz  | Mario Mercado           | 3 de diciembre | 15:30 |
| The Strongest           | 4 - 0 | Atlético Pompeya | Hernando Siles          | 3 de diciembre | 16:00 |
| Guabirá                 | 7 - 0 | Unión Central    | Gilberto Parada         | 3 de diciembre | 18:00 |
| Blooming                | 2 - 0 | Bolívar          | Ramón Tahuichi Aguilera | 3 de diciembre | 18:00 |
| Oriente Petrolero       | 2 - 0 | Mariscal Braun   | Ramón Tahuichi Aguilera | 3 de diciembre | 20:00 |

| Bolívar          | 2 - 1 | Real Potosí             | Hernando Siles    | 6 de diciembre | 18:00 |
| Mariscal Braun   | 2 - 4 | The Strongest           | Hernando Siles    | 6 de diciembre | 20:00 |
| Atlético Pompeya | 0 - 1 | Guabirá                 | Yoyo Zambrano     | 6 de diciembre | 20:00 |
| Real Santa Cruz  | 0 - 2 | Oriente Petrolero       | Juan Carlos Durán | 6 de diciembre | 20:00 |
| Unión Central    | 2 - 0 | Independiente Petrolero |                   | 6 de diciembre | 20:00 |
| Wilstermann      | 1 - 0 | Blooming                | Félix Capriles    | 6 de diciembre | 20:00 |

| Mariscal Braun          | 6 - 2 | Guabirá          | Hernando Siles          | 9 de diciembre  | 16:00 |
| Independiente Petrolero | 7 - 0 | Atlético Pompeya | Olímpico Patria         | 10 de diciembre | 15:30 |
| Real Potosí             | 3 - 0 | Wilstermann      | Mario Mercado           | 10 de diciembre | 15:30 |
| Bolívar                 | 4 - 0 | Real Santa Cruz  | Hernando Siles          | 10 de diciembre | 16:00 |
| Blooming                | 2 - 3 | Unión Central    | Ramón Tahuichi Aguilera | 11 de diciembre | 18:00 |
| Oriente Petrolero       | 1 - 0 | The Strongest    | Ramón Tahuichi Aguilera | 11 de diciembre | 20:00 |

| Mariscal Braun    | 1 - 0 | Independiente Petrolero | Hernando Siles          | 14 de diciembre | 18:00 |
| The Strongest     | 2 - 1 | Guabirá                 | Hernando Siles          | 14 de diciembre | 20:00 |
| Oriente Petrolero | 1 - 2 | Bolívar                 | Ramón Tahuichi Aguilera | 16 de diciembre | 20:00 |
| Unión Central     | 2 - 1 | Real Potosí             | IV Centenario           | 17 de diciembre | 15:30 |
| Wilstermann       | 4 - 1 | Real Santa Cruz         | Félix Capriles          | 17 de diciembre | 16:00 |
| Blooming          | 2 - 1 | Atlético Pompeya        | Ramón Tahuichi Aguilera | 17 de diciembre | 18:00 |

## Final del Campeonato

### Ida
| Anotado | 38' | Mauricio Soria (Tiro Libre) | 1–1 |
| Anotado | 42' | Edgar Olivares              | 2–1 |
| Anotado | 51' | Gonzalo Galindo             | 3–1 |
| Anotado | 58' | Carlos Cárdenas             | 4–1 |

| Anotado | 31' | Gustavo Merlo | 0–1 |

| Anotado | 38' | Mauricio Soria (Tiro Libre) | 1–1 |
| Anotado | 42' | Edgar Olivares              | 2–1 |
| Anotado | 51' | Gonzalo Galindo             | 3–1 |
| Anotado | 58' | Carlos Cárdenas             | 4–1 |

| Anotado | 31' | Gustavo Merlo | 0–1 |

### Vuelta
| Anotado         | 45' | Gustavo Merlo  | 1–0 |
| Anotado · Penal | 53' | Milton Coimbra | 2–0 |
| Anotado         | 63' | Joselito Vaca  | 3–0 |
| Anotado         | 76' | Joselito Vaca  | 4–0 |

|  |

| Anotado         | 45' | Gustavo Merlo  | 1–0 |
| Anotado · Penal | 53' | Milton Coimbra | 2–0 |
| Anotado         | 63' | Joselito Vaca  | 3–0 |
| Anotado         | 76' | Joselito Vaca  | 4–0 |

|  |

### Definitorio
Como hubo igualdad de puntos en los dos anteriores partidos, se disputó un tercer partido definitorio en cancha neutral, para lo cual Wilstermann propuso el Estadio Olímpico Patria con capacidad para 30.000 personas de la ciudad de Sucre, ciudad intermedia entre Cochabamba y Santa Cruz de la Sierra, mientras que Oriente Petrolero propuso el Estadio Yoyo Zambrano con capacidad para 3.000 personas de la ciudad de Trinidad, ciudad próxima a Santa Cruz de la Sierra y bastante alejada de Cochabamba. Como no hubo consenso entre partes, se realizó un sorteo de sedes y ganó Oriente Petrolero, por lo que la final se disputó en la ciudad de Trinidad.
| Anotado         | 22' | Milton Coimbra | 1–0 |
| Anotado · Penal | 90' | Milton Coimbra | 2–2 |

| Anotado | 47' | Carlos Cárdenas | 1–1 |
| Anotado | 84' | Gonzalo Galindo | 1–2 |

| Wilson Escalante | Acierto de penal | 1:0 |                  |                  |
|                  |                  | 1:1 | Acierto de penal | Pedro Guiberguis |
| Cléver Méndez    | Fallo de penal   | 1:1 |                  |                  |
|                  |                  | 1:2 | Acierto de penal | Gonzalo Galindo  |
| Milton Coimbra   | Fallo de penal   | 1:2 |                  |                  |
|                  |                  | 1:2 | Fallo de penal   | Carlos Cárdenas  |
| Ronald Arana     | Acierto de penal | 2:2 |                  |                  |
|                  |                  | 2:2 | Fallo de penal   | Javier González  |
| Rubén Tufiño     | Fallo de penal   | 2:2 |                  |                  |
|                  |                  | 2:2 | Fallo de penal   | Mauricio Soria   |
| Francisco Takeo  | Acierto de penal | 3:2 |                  |                  |
|                  |                  | 3:3 | Acierto de penal | Sacha Lima       |
| Róger Suárez     | Fallo de penal   | 3:3 |                  |                  |
|                  |                  | 3:4 | Acierto de penal | Rafael Salguero  |
|                  |                  |     |                  |                  |

| Anotado         | 22' | Milton Coimbra | 1–0 |
| Anotado · Penal | 90' | Milton Coimbra | 2–2 |

| Anotado | 47' | Carlos Cárdenas | 1–1 |
| Anotado | 84' | Gonzalo Galindo | 1–2 |

| Wilson Escalante | Acierto de penal | 1:0 |                  |                  |
|                  |                  | 1:1 | Acierto de penal | Pedro Guiberguis |
| Cléver Méndez    | Fallo de penal   | 1:1 |                  |                  |
|                  |                  | 1:2 | Acierto de penal | Gonzalo Galindo  |
| Milton Coimbra   | Fallo de penal   | 1:2 |                  |                  |
|                  |                  | 1:2 | Fallo de penal   | Carlos Cárdenas  |
| Ronald Arana     | Acierto de penal | 2:2 |                  |                  |
|                  |                  | 2:2 | Fallo de penal   | Javier González  |
| Rubén Tufiño     | Fallo de penal   | 2:2 |                  |                  |
|                  |                  | 2:2 | Fallo de penal   | Mauricio Soria   |
| Francisco Takeo  | Acierto de penal | 3:2 |                  |                  |
|                  |                  | 3:3 | Acierto de penal | Sacha Lima       |
| Róger Suárez     | Fallo de penal   | 3:3 |                  |                  |
|                  |                  | 3:4 | Acierto de penal | Rafael Salguero  |
|                  |                  |     |                  |                  |

|                                                                                           |
| Campeón de la Temporada 2000 Wilstermann 3° Título Liguero 10° Título de Primera División |

## Tercer lugar
| 17 de diciembre de 2000 | The Strongest                               | 3:2 (2:1) | Guabirá                           | Hernando Siles, La Paz |  |
|                         | Adrián Álvarez 18' · Daniel Delfino 28' 89' |           | 9' Gilberto Ayala · 62' Líder Paz |                        |  |

| 21 de diciembre de 2000 | Guabirá              | 1:1 (1:0) | The Strongest      | Gilberto Parada, Montero |  |
|                         | Marcelo Ceballos 29' |           | 74' Daniel Delfino |                          |  |

- The Strongest ganó 4-3 en el marcador global y clasificó a la Copa Libertadores 2001 como Bolivia 3.

## Descensos y Ascensos
Para definir los descensos y ascensos se realizó una tabla sumatoria de todo el año, dando los siguientes resultados:
| Pos | Equipo                  | PJ | PG | PE | PP | GF | GC | Pts |
| --- | ----------------------- | -- | -- | -- | -- | -- | -- | --- |
| 1º  | Oriente Petrolero       | 44 | 22 | 12 | 10 | 76 | 53 | 78  |
| 2º  | The Strongest           | 44 | 24 | 5  | 15 | 94 | 58 | 77  |
| 3º  | Wilstermann             | 44 | 24 | 5  | 15 | 74 | 56 | 77  |
| 4º  | Guabirá                 | 44 | 22 | 7  | 15 | 85 | 66 | 73  |
| 5º  | Real Potosí             | 44 | 21 | 3  | 20 | 68 | 69 | 66  |
| 6º  | Bolívar                 | 44 | 20 | 5  | 19 | 83 | 68 | 65  |
| 7º  | Blooming                | 44 | 20 | 5  | 19 | 65 | 69 | 65  |
| 8º  | Mariscal Braun          | 44 | 18 | 6  | 20 | 69 | 71 | 60  |
| 9º  | Unión Central           | 44 | 15 | 10 | 19 | 50 | 61 | 55  |
| 10º | Independiente Petrolero | 44 | 16 | 6  | 22 | 67 | 77 | 54  |
| 11º | Real Santa Cruz         | 44 | 12 | 8  | 24 | 61 | 92 | 44  |
| 12º | Atlético Pompeya        | 44 | 11 | 6  | 27 | 43 | 95 | 39  |

|  | Descenso Indirecto: Partidos de Promoción contra Aurora (Subcampeón de la Copa Simón Bolívar 2000). |
|  | Descenso Directo: Reemplazado por Iberoamericana (Campeón de la Copa Simón Bolívar 2000)            |

### Serie Ascenso - Descenso Indirecto
| Clubes          | Ida (Cochabamba) | Vuelta (Santa Cruz) |
| --------------- | ---------------- | ------------------- |
| Aurora          | 1                | 0                   |
| Real Santa Cruz | 0                | 4                   |

|  | Real Santa Cruz permanece en 1ª División. |

## Estadísticas

### Máximos goleadores
| Pos. | Jugador                | Goles | Club              |
| ---- | ---------------------- | ----- | ----------------- |
| 1    | Daniel Delfino         | 28    | The Strongest     |
| 2    | Alfredo Jara           | 26    | Real Potosí       |
| 3    | Antonio Vidal González | 23    | The Strongest     |
| 4    | Horacio Chiorazzo      | 22    | Real Santa Cruz   |
| 5    | Marcelo Ceballos       | 21    | Guabirá           |
| 6    | Fábio de Oliveira      | 18    | Mariscal Braun    |
| =    | Joaquín Botero         | 18    | Bolívar           |
| 8    | Christian Reynaldo     | 17    | Real Potosí       |
| =    | Gonzalo Galindo        | 17    | Jorge Wilstermann |